# 野丁香
野丁香（学名：Leptodermis potanini），为茜草科野丁香属下的一个植物变种。